# هوكي الجليد

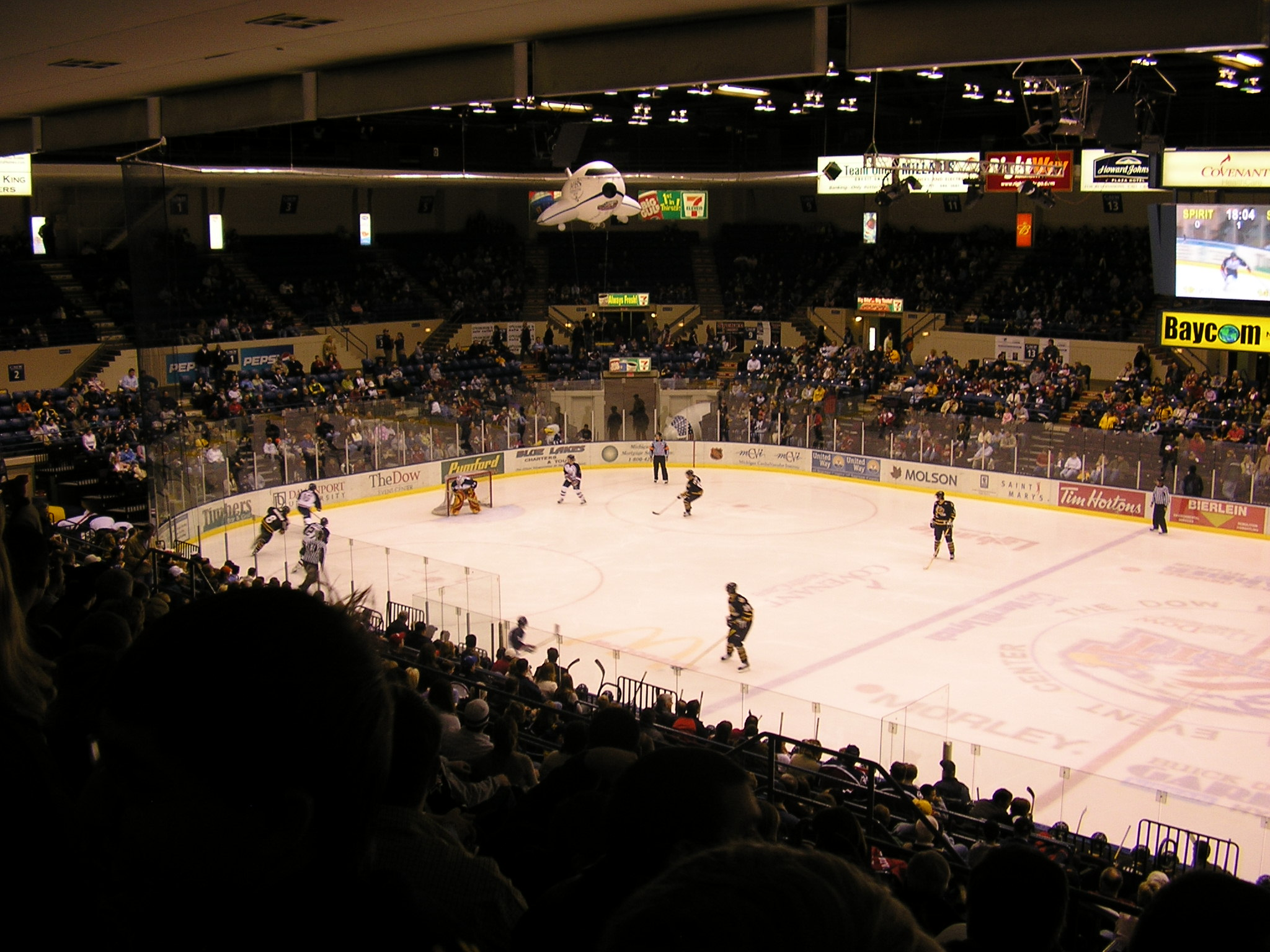
مباراة هوكي جليد

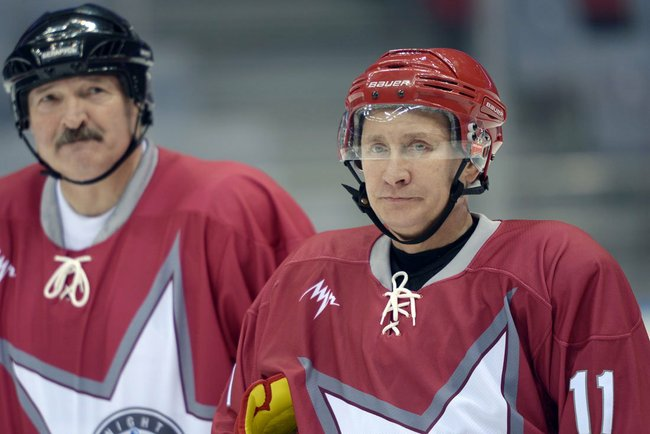
فلاديمير بوتين رئيس روسيا الاتحادية وألكسندر لوكاشينكو رئيس روسيا البيضاء مرتديان زي هوكي الجليد

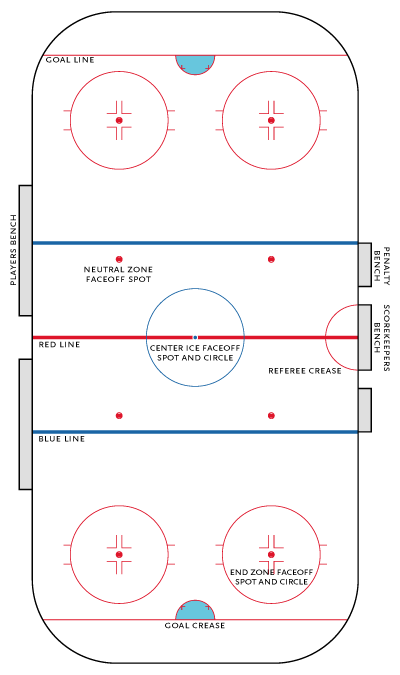
ملعب هوكي الجليد

هوكي الجليد أو المِحْجَنِيَّةُ هي رياضة يتبارى فيها فريقان على مساحة محددة من الجليد. وهي من أهم أوجه الرياضة في روسيا وعدة دول أخرى.
يضع اللاعبون زلاجات على أقدامهم لكي يتمكنوا من الحركة بسرعة كبيرة جداً. يحمل اللاعبون عصي الهوكي لدفع أو تمرير القرص (Puck) على الجليد. يحرز الفريق نقطة حين يدخل القرص في المرمى، حيث يحاول حارس الفريق الخصم ألا يسمح لهم بذلك. لكل فريق 6 لاعبين
من قبل الحكم، بإيقافه عن اللعب لمدة دقيقتين أو خمس دقائق أو 10 دقائق أو إلى نهاية المبارة وذلك حسب نوع المخالفة المرتكبة. العقوبات التي تزيد عن 5 دقائق تعتبر عقوبات شخصية ويناله اللاعب في حال قيامه بسلوك غير رياضي يهدد لاعب الخصم وهي من العقوبات التي نادرا ما تستخدم إلا في الحالات القصوى. لدى معاقبة أحد اللاعبين بالإيقاف عن اللعب لمدة دقيقتين أو خمس دقائق يخرج اللاعب المعاقب من الملعب ويجلس في مكان مخصص للعقوبات بينما يتابع فريقه اللعب ناقصا لاعبا. في حال ارتكب لاعبي الفريق المعاقب مخالفات أخرى ضمن فترة العقوبة الأولى يتم إيقافهم مع مراعاة إبقاء 3 لاعبين وحارس من الفريق المعاقب كحد أدنى وذلك عن طريق السماح بتبديل أحد اللاعبين الثلاثة في حال ارتكابهم مخالفة.
تحظى هوكي الجليد بشعبية عالية في كندا، وروسيا، والسويد، وفنلندا، وجمهورية التشيك، والولايات المتحدة، وسلوفاكيا. يعد دوري الهوكي الوطني (NHL) المقام في أمريكا هو أقوى الدوريات الحالية لهذه الرياضة، حيث أشهر اللاعبين يلعبون فيه، لكي يربحون كأس ستانلي في نهاية الموسم. يلعب الهوكي الرجال والنساء في الألعاب الأولمبية وفي بطولة العالم التي تقام كل عام.
بدأت الرياضة في القرن التاسع عشر في كندا. ودوري الهوكي الوطني (NHL) بدأ في 1917، وبه الآن 30 فريق.
هناك 76 بلد عضو في الاتحاد الدولي لهوكي الجليد. يُمارس هوكي الجليد بصورة محدودة في بعض الدول الأفريقية کالجزائر، ومصر وكينيا والمغرب ونيجيريا وجنوب أفريقيا وتونس وأوغندا. ويتركز الاهتمام بالهوكي الأكبر في دول أوروبا حيث لدى معظم بلدان القارة دوريات هوكي وطنية خاصة بها، ويُلاحظ اكتساب الهوكي لبعض الشعبية في عدة دول آسيوية مثل الصين وسنغافورة وماليزيا وقطر والهند وغيرها. كما تحظى الرياضة ببعض الاهتمام في أستراليا ونيوزيلندا وبالبرازيل والمكسيك.

## البطولات والمنافسات
فيما يلي قائمة بطولات هوكي الجليد المحترفة مرتبة حسب عدد الحاضرين:
| الدوري                                       | البلد | ملاحظات                                                                          | معدل الحضور في 2018–19 |
| -------------------------------------------- | --- | -------------------------------------------------------------------------------- | ---------------------- |
| دوري الهوكي الوطني (NHL)                     | كندا (7 فرق) · الولايات المتحدة (24 فريق)                                                                                   | 32 فريقًا في موسم 2021–22                                                         | 17,406                 |
| الدوري السويسري لهوكي الجليد (NL)            | سويسرا |                                                                                  | 6,949                  |
| الدوري الألماني لهوكي الجليد (DEL)           | ألمانيا |                                                                                  | 6,215                  |
| دوري الهوكي للقارات (KHL)                    | روسيا (19 فريق) · بيلاروس (فريق واحد) · الصين (فريق واحد) · فنلندا (فريق واحد) · كازاخستان (فريق واحد) · لاتفيا (فريق واحد) | خلف الدوري الروسي الممتاز والدوري السوفيتي                                       | 6,397                  |
| دوري الهوكي الأمريكي [الإنجليزية]            | الولايات المتحدة (27 فريق) · كندا (4 فرق)                                                                                   | الدوري التنموي لـ NHL                                                            | 5,672                  |
| الدوري السويدي لهوكي الجليد (SHL)            | السويد | المعروف باسم Elitserien حتى عام 2013                                             | 5,936                  |
| الدوري التشيكي لهوكي الجليد                  | جمهورية التشيك | تشكلت من انقسام دوري هوكي الجليد التشيكوسلوفاكي الأول                            | 5,401                  |
| الدوري الفنلندي لهوكي الجليد                 | فنلندا | في الأصل SM-sarja من عام 1928 إلى عام 1975. عُرفت باسم SM-Liiga من 1975 إلى 2013  | 4,232                  |
| Western Hockey League                        | كندا (17 فريق) · الولايات المتحدة (5 فرق)                                                                                   | دوري الناشئين                                                                    | 4,295                  |
| ECHL                                         | الولايات المتحدة (25 فريق) · كندا (فريقان)                                                                                  |                                                                                  | 4,365                  |
| Ontario Hockey League                        | كندا (17 فريق) · الولايات المتحدة (3 فرق)                                                                                   | دوري الناشئين                                                                    | 3,853                  |
| NCAA Men's Division I Ice Hockey Tournament ‏ | الولايات المتحدة | المنافسة بين الكليات للهواة                                                      | 3,281                  |
| Quebec Major Junior Hockey League            | كندا | دوري الناشئين                                                                    | 3,271                  |
| دوري أبطال الهوكي                            | Europe | بطولة الدوري على مستوى أوروبا. خليفة الكأس الأوروبية ودوري هوكي الأبطال          | 3,397                  |
| Southern Professional Hockey League          | الولايات المتحدة |                                                                                  | 3,116                  |
| دوري آي سي إي لهوكي الجليد                   | النمسا (8 فرق) · المجر (فريق واحد) · جمهورية التشيك (فريق واحد) · إيطاليا (فريق واحد) · كرواتيا (فريق واحد)                 |                                                                                  | 2,970                  |
| دوري النخبة لهوكي الجليد                     | المملكة المتحدة | منتخبات الأمم الرئيسية: إنجلترا وويلز واسكتلندا وأيرلندا الشمالية                | 2,850                  |
| DEL2                                         | ألمانيا | الدرجة الثانية في ألمانيا                                                        | 2,511                  |
| United States Hockey League                  | الولايات المتحدة | دوري الهواة الناشئين                                                             | 2,367                  |
| HockeyAllsvenskan                            | السويد | الدرجة الثانية في السويد                                                         | 2,713                  |
| GET-ligaen                                   | النرويج |                                                                                  | 1,827                  |
| الدوري السلوفاكي لهوكي الجليد                | سلوفاكيا (11 فريق) · المجر (فريقان)                                                                                         | تشكلت من انقسام دوري هوكي الجليد التشيكوسلوفاكي الأول                            | 1,663                  |
| دوري ماغنوس [الإنجليزية]                     | فرنسا |                                                                                  | 1,716                  |
| Supreme Hockey League (VHL) ‏                 | روسيا (24 فريق) · كازاخستان (فريقان) · الصين (فريقان)                                                                       | دوري الدرجة الثانية لروسيا ودوري التطوير الجزئي لـ KHL                           | 1,766                  |
| Swiss League                                 | سويسرا | الدرجة الثانية في سويسرا                                                         | 1,845                  |
| WSM Liga ‏                                    | جمهورية التشيك | الدرجة الثانية في التشيك                                                         | 1,674                  |
| Latvian Hockey Higher League                 | لاتفيا (6 فرق) |                                                                                  | 1,354                  |
| Metal Ligaen                                 | الدنمارك |                                                                                  | 1,525                  |
| دوري الهوكي الوطني للسيدات                   | الولايات المتحدة (5 فرق) · كندا (فريق واحد)                                                                                 | تشكل في 2015                                                                     | 954                    |
| دوري آسيا لهوكي الجليد                       | اليابان (4 فرق) · كوريا الجنوبية (3 فرق) · روسيا (فريق واحد) · الصين (فريق واحد)                                            |                                                                                  | 976                    |
| Mestis                                       | فنلندا | الدرجة الثانية بفنلندا                                                           | 762                    |
| Federal Prospects Hockey League              | الولايات المتحدة |                                                                                  | 1,546                  |
| BeNe League ‏                                 | هولندا (10 فرق) · بلجيكا (6 فرق)                                                                                            | تشكل عام 2015 مع فرق من الدوري الهولندي الهولندي ودوري الهوكي البلجيكي           | 784                    |
| Polska Hokej Liga                            | بولندا |                                                                                  | 751                    |
| Erste Liga ‏                                  | المجر (6 فرق) · رومانيا (فريقان) · النمسا (فريق واحد)                                                                       |                                                                                  | 601                    |
| دوري الألب لهوكي الجليد                      | النمسا (7 فرق) · إيطاليا (8 فرق) · سلوفينيا (فريقان)                                                                        | تشكل في 2016 بدمج دوري الدرجة الأولى الإيطالي والدوري النمساوي السلوفيني المشترك | 734                    |
| Belarusian Extraleague                       | بيلاروس |                                                                                  | 717                    |
| Swedish Women's Hockey League                | السويد | تشكل في عام 2007 وعرفت باسم ريكسيرين حتى عام 2016                                | 234                    |

## عدد اللاعبين المسجلين حسب البلد
عدد لاعبي الهوكي المسجلين بما في ذلك الذكور والإناث والناشئين، المقدمة من اتحادات الدول المعنية تشمل هذه القائمة 37 دولة فقط من أصل 81 دولة عضو في الاتحاد الدولي لهوكي الجليد مع أكثر من 1000 لاعب مسجل اعتبارًا من ديسمبر 2020.
| البلد            | اللاعبون | % من السكان |
| ---------------- | -------- | ----------- |
| كندا             | 607,951  | 1.611%      |
| الولايات المتحدة | 561,700  | 0.170%      |
| جمهورية التشيك   | 129,595  | 1.210%      |
| روسيا            | 100,701  | 0.069%      |
| السويد           | 73,293   | 0.726%      |
| فنلندا           | 71,063   | 1.283%      |
| سويسرا           | 30,655   | 0.354%      |
| فرنسا            | 21,582   | 0.033%      |
| ألمانيا          | 21,336   | 0.025%      |
| اليابان          | 18,641   | 0.015%      |
| المملكة المتحدة  | 11,148   | 0.016%      |
| سلوفاكيا         | 10,970   | 0.201%      |
| النرويج          | 10,270   | 0.189%      |
| الصين            | 9,506    | 0.001%      |
| المجر            | 7,802    | 0.081%      |
| كازاخستان        | 7,684    | 0.041%      |
| النمسا           | 7,670    | 0.085%      |
| لاتفيا           | 7,460    | 0.396%      |
| روسيا البيضاء    | 5,525    | 0.058%      |
| أوكرانيا         | 5,340    | 0.012%      |
| الدنمارك         | 5,147    | 0.089%      |
| أستراليا         | 5,137    | 0.020%      |
| إيطاليا          | 4,926    | 0.008%      |
| بولندا           | 3,770    | 0.010%      |
| هولندا           | 3,528    | 0.021%      |
| كوريا الجنوبية   | 3,114    | 0.006%      |
| المكسيك          | 2,690    | 0.002%      |
| ليتوانيا         | 2,550    | 0.094%      |
| كوريا الشمالية   | 2,400    | 0.009%      |
| رومانيا          | 2,131    | 0.011%      |
| نيوزيلندا        | 1,791    | 0.037%      |
| بلجيكا           | 1,760    | 0.015%      |
| قرغيزستان        | 1,530    | 0.023%      |
| الهند            | 1,502    | 0.000%      |
| تركيا            | 1,500    | 0.002%      |
| سلوفينيا         | 1,254    | 0.060%      |
| إستونيا          | 1,105    | 0.083%      |

## وصلات خارجية
- SIHR – أصول رياضة الهوكي (بالإنجليزية)
- تاريخ هوكي الجليد (بالإنجليزية)